# Luperosuchus

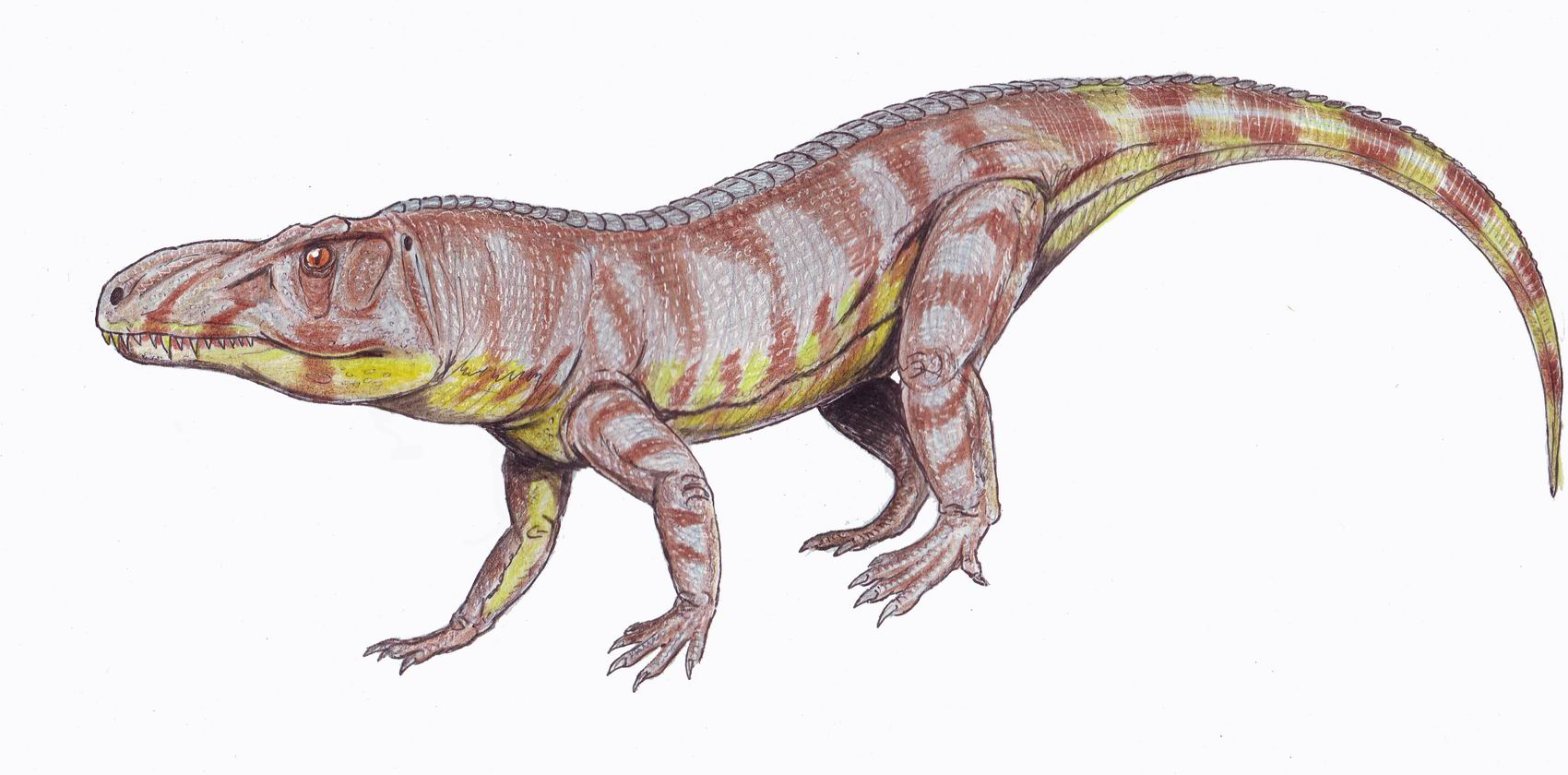
Реставрація

Luperosuchus — це вимерлий рід рептилій, який містить лише один вид, Luperosuchus fractus. Він відомий з формації Чаньярес в Аргентині, в межах шарів, що належать до останнього ладинського етапу пізнього середнього тріасу або найранішого карнійського періоду пізнього тріасу. Luperosuchus був одним із найбільших м’ясоїдних тварин у формації Chañares, хоча його останки є фрагментарними та переважно представлені черепом, схожим на Prestosuchus та Saurosuchus.
Luperosuchus відомий лише з одного неповного черепа з пов’язаним міжцентровим атласом, який представляє єдиний відомий посткраніальний матеріал. Однак цілком імовірно, що це була велика чотирилапа істота, схожа на інших базальних лориканів. Ізольовані остеодерми з того самого регіону спочатку були віднесені до цього роду на основі їхнього розміру та подібності до інших «rauisuchian» остеодерм, однак пізніше було встановлено, що вони належать до Tarjadia. Тому наявність остеодерм у Luperosuchus залишається неоднозначною. Довжина була оцінена в 4,1-4,4 метра на основі рауїсухідів і 3,7 метра на основі престозухів.